# زواریکینو
زواریکینو (انگلیسی: Zvarykino) یک شهرک در بخش آلکسیفسکی استان بلگورود کشور روسیه است.